# Великоніг меланезійський
Великоніг меланезійський (Megapodius eremita) — вид куроподібних птахів родини великоногових (Megapodiidae).

## Поширення
Вид поширений на островах Бісмарка та Соломонових островах. Живе у тропічних і субтропічних дощових лісах.

## Опис
Птах середнього розміру, завдовжки 34-39 см. Оперення чорного кольору, лише груди, черево і лицьова маска темно-сірі. На лобі є червона шапинка.